# Transformers Energon
Transformer Energon (トランスフォーマー スーパーリンク, Toransufōmā: Sūpārinku) est une série télévisée d'animation de science-fiction américano-japonaise-canadien en 52 épisodes de 25 minutes, diffusée au Japon du 9 janvier au 24 décembre 2004 sur TV Tokyo et aux États-Unis entre le 31 janvier 2003 et le 1er juin 2005 sur Cartoon Network. Elle est la deuxième partie de la saga, intitulée la  Trilogie d'Unicron.
En France, la série a été diffusée à partir du 2 septembre 2004 sur Cartoon Network et au Québec sur Télétoon.

## Synopsis
10 ans se sont écoulés après la grande bataille entre Cybertron et Unicron, la planète vivante... Les Transformers, les héroïques Autobots et les belliqueux Decepticons, appelés à nouveau les Decepticans, ont depuis fait la paix et vivent en harmonie depuis la disparition de Mégatron.
Pourtant, la découverte d'une source d'énergie fantastique et indispensable aux robots, l'énergon, risque bien de tout remettre en cause. Un nouvel ennemi redoutable entre en scène, Scorponok, qui, avec ses monstres transformables, les Terrorcons, espère bien s'emparer de l'énergon afin de ressusciter Unicron. Optimus Prime, le chef des Autobots, entre donc dans une nouvelle guerre difficile et impitoyable. Il sera aidé dans sa tâche par un groupe de jeunes courageux humains menés par Kicker, qui a très tôt développé certaines capacités à détecter l'Energon.
Le combat s'annonce rude, d'autant que Mégatron fera son grand retour et, prenant le contrôle des Terrorcons, relancera la guerre entre les Autobots et les Decepticons.

## Personnages

### Autobots
- Optimus Prime (Camion-remorque)
- Ironhide (Pick-up armée)
- Hot Shot (Voiture sport)
- Jetfire (Jet cybertronien)
- Rodimus Prime (Camion)
- Inferno (Camion de pompier)
- Omega Supreme (Grue et locomotive)
- Arcee (Moto)
- Landmine (Remorqueur terrestre)
- Prowl (Voiture de police F1)
- Downshift (Voiture de course)
- Wingsaber (Avion de combat)
- Bulkhead (helicoptére)

### Decepticans et Terrorcons
- Mégatron / Galvatron (Jet cybertronien)
- Starscream (Avion de guerre)
- Scorponok (Scorpion mécanique/Jet cybertronien)
- Cyclonus / Snowcat (Hélicoptère/auto-neige)
- Demolisher (Tank/camion à benne)
- Tidal Wave / Mirage (Navire de guerre)
- Shockblast (Satellite/tank)
- Six Shot (Satellite/tank)

### Unicron et ses alliés
- Unicron (Planète-robot)
- Alpha-Q

## Distribution
- Michel Dodane : Optimus Prime, Primus
- Guillaume Orsat : Megatron, voix additionnelles
- Olivier Destrez : Dr Jones, Cyclonus, Demolishor, Scorpinok, voix additionnelles
- Jim Redler : Chad « Kicker » Jones
- Martine Reigner : Miranda Jones
- Yoann Sover : Jetfire, Shockblast, voix additionnelles
- Vincent Barazzoni : Bradley « Rad » White, Ironhide
- Victoire Theissmann : Alexis, voix additionnelles
- Naïké Fauveau : Misha Miramond, Sally Jones
- Alexandre Gillet : Starscream, voix additionnelles
- Romain Redler : Hot Shot, Skyblast, voix additionnelles

## Épisodes
1. Cyberton (Cybertron City alias Arise! Ocean City)
2. L'énergie miraculeuse (Energon Stars alias Shine! Energon Star)
3. Scorponok (Scorponok alias Trap of Mega Zarak)
4. L'énergie de Mégatron (Megatron's Sword alias Proof of Megatron)
5. La nouvelle cité de Cybertron (The New Cybertron City)
6. La résurrection de Mégatron (Megatron Resurrected alias Revival! Galvatron)
7. L'attaque de Mégatron (Megatron Raid alias Destron Invasion)
8. Le mystérieux mercenaire (Starscream The Mysterious Mercenary alias Mysterious Assassin, Nightscream)
9. Combat dans les astéroïdes (Battle of the Asteroid Belt alias Desperate Struggle in the Asteroid Belt)
10. La tour d'Energon (Energon Tower alias Appearance! Energon Tower)
11. La légende de Rodimus (The Legend of Rodimus alias A Very Small Universe)
12. Crise dans la cité de la jungle (Crisis in Jungle City)
13. Kicker en action (Kicker Beware! alias Target: Kicker)
14. Alerte aux comètes (Energon Grid alias Activating Energon Grid)
15. Ami ou ennemi ? (Rodimus: Friend or Foe alias Rodimus Convoy, Friend or Foe?)
16. Le Miranda 2 à l'œuvre (Go For Unicron alias Target Unicron!)
17. Le retour de Démolisseur (The Return of Demolishor alias Raining Dinobots!!)
18. Les deux héros (A Tale of Two Heroes alias Face Off of the Convoys!)
19. Combat dans l'espace (Battle Stations alias Terrorize! Unicron Activates!!)
20. Un nouvel allié (Alpha Q: Identity alias The True Identity of Alpha Q)
21. Tous contre Unicron (Shockblast: Rampage alias Rampaging Laserwave!)
22. L'instinct de survie (Survival Instincts alias Out of Control! Unicron Hungers!!)
23. Bataille générale (Each One Fights... alias Respective Battles)
24. Unicron à l'œuvre (Unicron Unleashed alias Doing The Things We Can Now)
25. Dénouement surprise (Open Fire! alias Swift as Gale! Wing Saber!)
26. L'univers déchiré (Ripped Up Space alias Cutting a Rupture in Space)
27. Du travail d'équipe (Team Optimus Prime alias The Whereabouts of Team Convoy)
28. Protection (Protection alias Protecting the Stars)
29. Pauvre Inferno (Imprisoned Inferno alias Inferno Captured!!)
30. La planète dans la jungle (Jungle Planet alias Hellfire on Jungle Planet!)
31. Source de vie (Bulkhead alias Sprung, At Your Service!)
32. Au revoir Inferno (Farewell Inferno alias Sayonara Inferno)
33. Titre français inconnu (Scorponok's Scars alias Come Back To Us, Mega Zarak!)
34. Une course disputée (Crash Course alias Roadbuster in Special Training!)
35. Un vieux héros (Omega Supreme alias The Ancient Sage, Omega Supreme!)
36. Un combat héroïque (A Heroic Battle alias Alpha Q's Fierce Battle!)
37. Le tout-puissant (The Power alias The End of Laserwave!)
38. Optimus le sauveur (Optimus Supreme alias Omega Convoy's Deadly Struggle!!)
39. La fin d'Unicron (Unicron Perishes alias Destruction of Unicron!!)
40. Ambition (Ambition alias Galvatron! Ambition Revived!!)
41. Le Super Energon (Wishes alias Superion's Hope!)
42. La fin de Miranda 2 (Galvatron! alias Miranda II Destroyed!)
43. L'empoignade (Break Through alias Go! Go! Omnicons!!)
44. Combats virtuels (Distribution alias Must Watch! Matches of the Most Powerful Team!)
45. Le train Oméga (The Omega Train alias Full Steam Ahead! Omega Train!!!)
46. L'armée des Décepticanes (Deception Army alias Decepticon Forces in Disorder!)
47. Une équipe de fer (Ironhide Team alias The Amazing Team Roadbuster!!)
48. Un nouveau refuge (Formidable alias Omega Convoy, Rise Again!!)
49. La terreur de l'univers (Galvatron Terror alias The Terror of Gigantic Galvatron!!)
50. Le chaos total (Destructive Power alias The Ultimate Lord of Destruction!!)
51. Un combat de géants (Spark alias The Power of Combination Spark!!)
52. Le soleil (The Sun alias Energon! That is the Sun!!)